# România la Jocurile Olimpice de iarnă din 2002
România a participat la Jocurile Olimpice de iarnă din 2002 cu 21 sportivi care au concurat la 8 sporturi (biatlon, bob, patinaj artistic, patinaj viteză, patinaj viteză pe pistă scurtă, schi alpin și schi fond).

## Participarea românească
România a trimis la Salt Lake City o delegație formată din 21 sportivi (11 bărbați și 10 femei), care au concurat la 8 sporturi cu 26 probe (14 masculine și 12 feminine). La această ediție s-a înregistrat prima participare la o olimpiadă de iarnă a unui reprezentant al României în proba de patinaj viteză pe pistă scurtă.
Cheltuielile de deplasare s-au cifrat la 4 miliarde de lei vechi, iar cele cu pregătirea sportivilor au fost de 12 miliarde lei vechi. În ziua anterioară plecării delegației României la Jocurile Olimice de iarnă de la Salt Lake City, ministrul tineretului și sportului, Georgiu Gingăraș, se arăta foarte optimist, el sperând că echipa va obține cel puțin o medalie, în timp ce președintele Comitetului Olimpic Român, Ion Țiriac, a declarat că așteaptă doar "o comportare onorabilă" .
Cele mai bune rezultate obținute de delegația României au fost două locuri 15 obținute de echipajul de sanie - 2 persoane (Eugen Radu și Marian Tican) și de echipajul de bob -2 persoane (Erika Kovacs și Maria Spirescu). Cel mai bun rezultat individual l-a obținut Katalin Kristo la patinaj viteză pe pistă scurtă (locul 17 la 1500 m). 
Delegația României a obținut locuri slabe, reprezentanții săi clasându-se printre ultimii și unele cazuri chiar abandonând. La patinaj artistic, Roxana Luca a căzut în fund în timp ce concura. Deși s-a antrenat în străinătate, fondistul Zsolt Antal a terminat în proba de 30 km liber abia pe locul 27. Biatlonista Eva Tofalvi, care obținuse locul 11 la precedentele jocuri olimpice, a încheiat competiția pe locurile 52 și 61 în probele de 15 km individual și 7,5 km sprint.
La această ediție a Jocurilor Olimpice, delegația României nu a obținut niciun punct. Reprezentanții României și-au justificat slaba participare prin lipsa unei infrastructuri și prin condițiile climatice ale României. 

## Biatlon
| Sportiv        | Probă               | Ținte ratate      | Timp               | Loc           |
| -------------- | ------------------- | ----------------- | ------------------ | ------------- |
| Marian Blaj    | 10 km sprint (m)    | 1 (1 + 0)         | 27.25,5 (+2.34,2)  | 42            |
| Marian Blaj    | 12,5 km pursuit (m) | 6 (2 + 2 + 1 + 1) | +6.56,6            | 55            |
| Marian Blaj    | 20 km (m)           | 3 (1 + 1 + 0 + 1) | 57.36,8 (+6.33,5)  | 51            |
|                |                     |                   |                    |               |
| Dana Cojocea   | 7,5 km sprint (f)   | 1 (0 + 1)         | 24.17,3 (+3.35,9)  | 55            |
| Dana Cojocea   | 10 km pursuit (f)   | descalificată     | descalificată      | nu a terminat |
| Dana Cojocea   | 15 km (f)           | 5 (2 + 1 + 0 + 2) | 57.37,0 (+10.07,9) | 61            |
| Alexandra Rusu | 7,5 km sprint (f)   | 6 (3 + 3)         | 27.20,0 (+6.38,6)  | 72            |
| Eva Tofalvi    | 7,5 km sprint (f)   | 3 (2 + 1)         | 24.43,7 (+4.02,3)  | 61            |
| Eva Tofalvi    | 15 km (f)           | 3 (2 + 0 + 1 + 0) | 54.36,7 (+7.07,6)  | 52            |

## Bob
| Sportiv                                                          | Probă               | Rezultat | Rezultat | Rezultat | Rezultat | Rezultat        | Rezultat |
| Sportiv                                                          | Probă               | Manșa 1  | Manșa 2  | Manșa 3  | Manșa 4  | Total           | Loc      |
| ---------------------------------------------------------------- | ------------------- | -------- | -------- | -------- | -------- | --------------- | -------- |
| Florin Enache Adrian Duminicel                                   | România I (Bob-2 m) | 48,52    | 48,51    | 48,65    | 48,75    | 3.14,43 (+4,32) | 25       |
| Florin Enache Adrian Duminicel Iulian Păcioianu Teodor Demetriad | România I (Bob-4 m) | 47,59    | 47,66    | 48,19    | 48,22    | 3.11,66 (+4,15) | 21       |
| Erika Kovacs Maria Spirescu                                      | România I (Bob-2 f) | 50,12    | 50,62    | -        | -        | 1.40,74 (+2,98) | 15       |

## Patinaj artistic
| Sportiv         | Probă      | Total puncte                                | Loc |
| --------------- | ---------- | ------------------------------------------- | --- |
| Gheorghe Chiper | Simplu (m) | 32,5 (program scurt: 23 - program lung: 21) | 23  |
| Roxana Luca     | Simplu (f) | 35,0 (program scurt: 24 - program lung: 23) | 23  |

## Patinaj viteză
| Andrea Jakab   | 1000 m (f) | n/a | n/a | 1.19,60 (+5,77)  | 34 |
| Andrea Jakab   | 1500 m (f) | n/a | n/a | 2.02,23 (+8,21)  | 31 |
| Andrea Jakab   | 3000 m (f) | n/a | n/a | 4.17,03 (+19,33) | 24 |
| Daniela Oltean | 1500 m (f) | n/a | n/a | 2.04,48 (+10,46) | 36 |
| Daniela Oltean | 3000 m (f) | n/a | n/a | 4.21,73 (+24,03) | 29 |

## Patinaj viteză pe pistă scurtă
| Sportiv        | Probă      | Serii    | Serii | Sferturi     | Sferturi     | Semifinale   | Semifinale   | Finala       | Finala |
| Sportiv        | Probă      | Timp     | Loc   | Timp         | Loc          | Timp         | Loc          | Timp         | Loc    |
| -------------- | ---------- | -------- | ----- | ------------ | ------------ | ------------ | ------------ | ------------ | ------ |
| Katalin Kristo | 500 m (f)  | 46,956   | 3     | Nu a avansat | Nu a avansat | Nu a avansat | Nu a avansat | Nu a avansat | 22     |
| Katalin Kristo | 1000 m (f) | 1.42,276 | 3     | Nu a avansat | Nu a avansat | Nu a avansat | Nu a avansat | Nu a avansat | 20     |
| Katalin Kristo | 1500 m (f) | 2.28,709 | 4     | Nu a avansat | Nu a avansat | Nu a avansat | Nu a avansat | Nu a avansat | 17     |

## Sanie
| Sportiv                             | Probă      | Rezultat | Rezultat | Rezultat | Rezultat | Rezultat           | Rezultat |
| Sportiv                             | Probă      | Manșa 1  | Manșa 2  | Manșa 3  | Manșa 4  | Timp               | Loc      |
| ----------------------------------- | ---------- | -------- | -------- | -------- | -------- | ------------------ | -------- |
| Ion Cristian Stanciu                | Simplu (m) | 46,176   | 46,203   | 46,080   | 46,155   | 3.04,614 (+6,673)  | 32       |
| Marian Tican                        | Simplu (m) | 46,486   | 46,346   | 46,115   | 46,352   | 3.05,299 (+7,358)  | 34       |
| Eugen Radu                          | Simplu (m) | 56,608   | 46,096   | 46,299   | 46,324   | 3.15,327 (+17,386) | 44       |
| Eugen Radu Marian Tican             | Dublu (m)  | 43,901   | 43,945   |          |          | 1.27,846 (+1,764)  | 15       |
| Ion Cristian Stanciu Robert Taleanu | Dublu (m)  | 43,977   | 43,979   |          |          | 1.27,956 (+1,874)  | 16       |

## Schi alpin
| Sportiv            | Probă                  | Manșa 1           | Manșa 2                         | Total puncte     | Loc |
| ------------------ | ---------------------- | ----------------- | ------------------------------- | ---------------- | --- |
| Alexandra Munteanu | Coborâre (f)           |                   |                                 | 1.46,29 (+6,73)  | 33  |
| Alexandra Munteanu | Slalom super-uriaș (f) |                   |                                 | 1.17,84 (+4,25)  | 29  |
| Alexandra Munteanu | Slalom uriaș (f)       | 1.22,20           | 1.20,00                         | 2.42,20 (+12,19) | 41  |
| Alexandra Munteanu | Combinata alpină (f)   | coborâre: 1.19,53 | slalom: 1.39,00 (50,77 + 48,23) | 2.58,53 (+15,25) | 22  |

## Schi fond
Distanță
| Sportiv     | Probă                         | Rezultat                                               | Rezultat |
| Sportiv     | Probă                         | Timp                                                   | Loc      |
| ----------- | ----------------------------- | ------------------------------------------------------ | -------- |
| Zsolt Antal | 30 km liber start în bloc (m) | 1:14.47,1 (+3.16,1)                                    | 26       |
| Zsolt Antal | 10 km+10 km pursuit (m)       | nu a terminat (10 km:29.13,0 + 15 km:nu s-a calificat) | 59       |

Sprint
| Sportiv     | Probă      | Calificări       | Calificări | Sferturi     | Sferturi     | Semifinale   | Semifinale   | Finala       | Finala |
| Sportiv     | Probă      | Timp             | Loc        | Timp         | Loc          | Timp         | Loc          | Timp         | Loc    |
| ----------- | ---------- | ---------------- | ---------- | ------------ | ------------ | ------------ | ------------ | ------------ | ------ |
| Zsolt Antal | sprint (m) | 3.05,24 (+15,17) |            | Nu a avansat | Nu a avansat | Nu a avansat | Nu a avansat | Nu a avansat | 45     |